# Коко преди Шанел
„Коко преди Шанел“ (на френски: Coco avant Chanel) е биографична драма от 2009 г. на режисьора Ан Фонтейн, която е съсценарист със Камил Фонтейн. Във филма участва Одри Тату. Представя подробности от ранния живот на френската модна дизайнерка Коко Шанел.
Премиерата на филма е в Париж на 6 април 2009 г. и е пуснат във Франция и Белгия на 22 април 2009 г. От 21 декември 2009 г. спечели 43 832 376 щ.д. в световен мащаб. Производственият бюджет от 23 млн. щ.д.
Вместо да пусне „Коко преди Шанел“ в САЩ за себе си, Warner Bros. Pictures и Sony Pictures Classics поддържат правата на излизането му. Филмът спечели 6 млн. щ.д. в Съединените щати.
„Коко преди Шанел“ е номиниран за четири награди БАФТА, три Европейски филмови награди, шест награди „Сезар“, и „Оскар“ за най-добри костюми.